# Comité der Vereenigde Nederlanders en Luykenaers
Het Comité der Vereenigde Nederlanders en Luykenaers (ook wel Vereenigd Comité der beyde Natien, Frans: Comité général des Belges et Liégeois Unis) werd in januari 1792 in Parijs opgericht door gevluchte leiders van de mislukte Brabantse Omwenteling en Luikse Revolutie (augustus 1789 – januari 1791). De naar Frankrijk gevluchte revolutionaire leiders ijverden in ballingschap voor de bevrijding van de Oostenrijkse Nederlanden en het prinsbisdom Luik van de Habsburgse overheersing. Zij streefden naar het ongedaan maken van de Eerste Oostenrijkse Restauratie en de vestiging van een onafhankelijke republiek naar Frans model. Om dit te verwezenlijken, vestigden ze hun hoop op Franse militaire hulp.

## Doelstellingen
Het Comité verklaarde in haar manifest, de Manifest der Vereenigde Nederlanders en Luykenaers, dat de gehoopte revolutie helaas mislukt was, maar men de volgende kans zou afwachten om het 'vaderland te bevrijden'. Men zette uiteen waarom een revolutie nodig zou zijn: alle burgers zijn gelijk en hebben samen de volkssoevereiniteit ("Oppermagtigheyd der Natie"). Een grondwet ("staet-stelling"), die men goeddeels aan de Franse Grondwet van 1791 ontleende, diende deze burgerlijke gelijkheid en soevereiniteit te waarborgen. Deze bevatte onder meer een Nederlandstalige Verklaring van de rechten van de mens en de burger, de belangrijkste staatsinstellingen van de Belgische Republiek, een definiëring van burgerschap, hoe de scheiding der machten zou worden geregeld en verkiezingen georganiseerd voor de volksvertegenwoordiging. Bovendien voorzag men in een 50-koppige 'Omwentelings-Magt', gekozen uit de leden van het Comité, die een voorlopig bewind zouden voeren zodra de revolutie in gang was gezet totdat de staatsinstellingen zouden zijn gevormd en verkiezingen gehouden.
De gedaante van de nieuwe republiek stelde zij zich als volgt voor:
I. De Belgische, voorheen Oostenrijkse provincies, en het Land van Luik, zullen in de toekomst slechts één enkele staat uitmaken, onder de naam Belgische Republiek.

II. Deze Republiek zal een vertegenwoordigde volksregering zijn: de vertegenwoordigers zullen het Wetgevende Genootschap en de Raad zijn.

III. Haar grondgebied zal worden verdeeld in districten en de districten in gemeenten.

IV. Alle inwoners van de Republiek, die de hierna bepaalde hoedanigheden hebben om werkelijke burgers te zijn, zullen de vertegenwoordigers kiezen waaraan de natie voor enige tijd hetzij de wetgevende, hetzij de uitvoerende, hetzij de rechterlijke macht toevertrouwt.

V. Alle werkelijke burgers die elk district of gemeente uitmaken zullen het recht hebben om, volgens de wijze die hierna bestemd zal worden, vanuit hun midden de personen te verkiezen die onder de benaming burgerlijke (municipale) ambtmannen of bedienders van de gemeenten gedurende enige tijd belast zullen zijn om de bijzondere belangen van de betreffende districten en gemeenten waar te nemen.

## Lobbywerk in Parijs
In de hoofdstad Parijs vormde het Comité een invloedrijke lobbygroep die de leiders van de zich ontwikkelende Franse Revolutie trachtte over te halen tot een invasie van de Zuidelijke Nederlanden (sinds midden 18e eeuw in het Frans steeds vaker Belgique genoemd, ook met het adjectief belgique – naar het antieke Gallia Belgica – in plaats van Pays-Bas, maar in het Nederlands nog steevast Nederland of de Nederlanden genoemd). Zij had een verregaande invloed op minister van Buitenlandse Zaken Charles-François Dumouriez, die in de aanloop naar de Eerste Coalitieoorlog (op 20 april 1792 verklaard aan Oostenrijk) groot vertrouwen hechtte aan de verzekeringen van het Comité dat de Nederlanders en Luikenaars spontaan in opstand zouden komen tegen de Oostenrijkers zodra Franse troepen de grenzen zouden overschrijden. Dumouriez verklaarde in maart 1792 aan zijn collega-ministers:
Zodra het Franse leger de Belgische provincies betreedt, zal het door de mensen geholpen worden, die zich schamen voor hun eigen vergeefse revolutionaire inspanningen van [1789–1790]. Zij zullen zich aansluiten bij onze troepen en met gemak de verbreide hordes Oostenrijkse huurlingen uit hun steden verjagen of uiteendrijven. Parijs zal worden verdedigd op de oevers van de Maas. Voor het Land van Luik, degene die het meest de vrijheid waard is van alleen die haar vlag hebben gehesen, zullen onze onderhandelaars verlaten om een wijze vrede te dicteren, die wij onder geen beding door de geest van verovering zullen verspillen.

## Rol in de Eerste Coalitieoorlog
Een dergelijke door Frankrijk ondersteunde opstand werd voorbereid door de Franse regering. De Luikse revolutionair Pierre Henri Hélène Lebrun-Tondu werd door Dumouriez aangesteld als de coördinator van de Nederlands-Luikse operaties in Parijs, terwijl Hugues-Bernard Maret fungeerde als de primaire contactpersoon met de revolutionairen in de Nederlanden en Luik. Tegelijk werd er in Rijsel (Lille) een Nederlands-Luiks ballingenleger opgezet onder de naam Légion belge. Het Comité verplaatste daarheen en in mei werd Maret verkozen tot voorzitter van het Comité. Samen met Jan Frans Vonck, voormalig leider van de naar hem genoemde vonckisten, sloot Maret een overeenkomst met de Franse regering dat de laatste twee legioenen zou bewapenen en uitrusten die tijdelijk onderdeel van het Franse leger zouden worden, totdat zij na het verslaan van het Oostenrijkse leger zouden worden overgedragen aan het Comité, dat een voorlopige regering van de op te richten Belgische Republiek zou vormen. Uiteindelijk zouden er drie Belgische korpsen en één Luikse worden gevormd die gedurende 1792 samen met de Fransen tegen de Oostenrijkers zouden strijden.